# Corte Castiglioni
La Corte Castiglioni è una storica corte lombarda fortificata di Casatico, frazione di Marcaria, in provincia di Mantova.

## Storia e descrizione

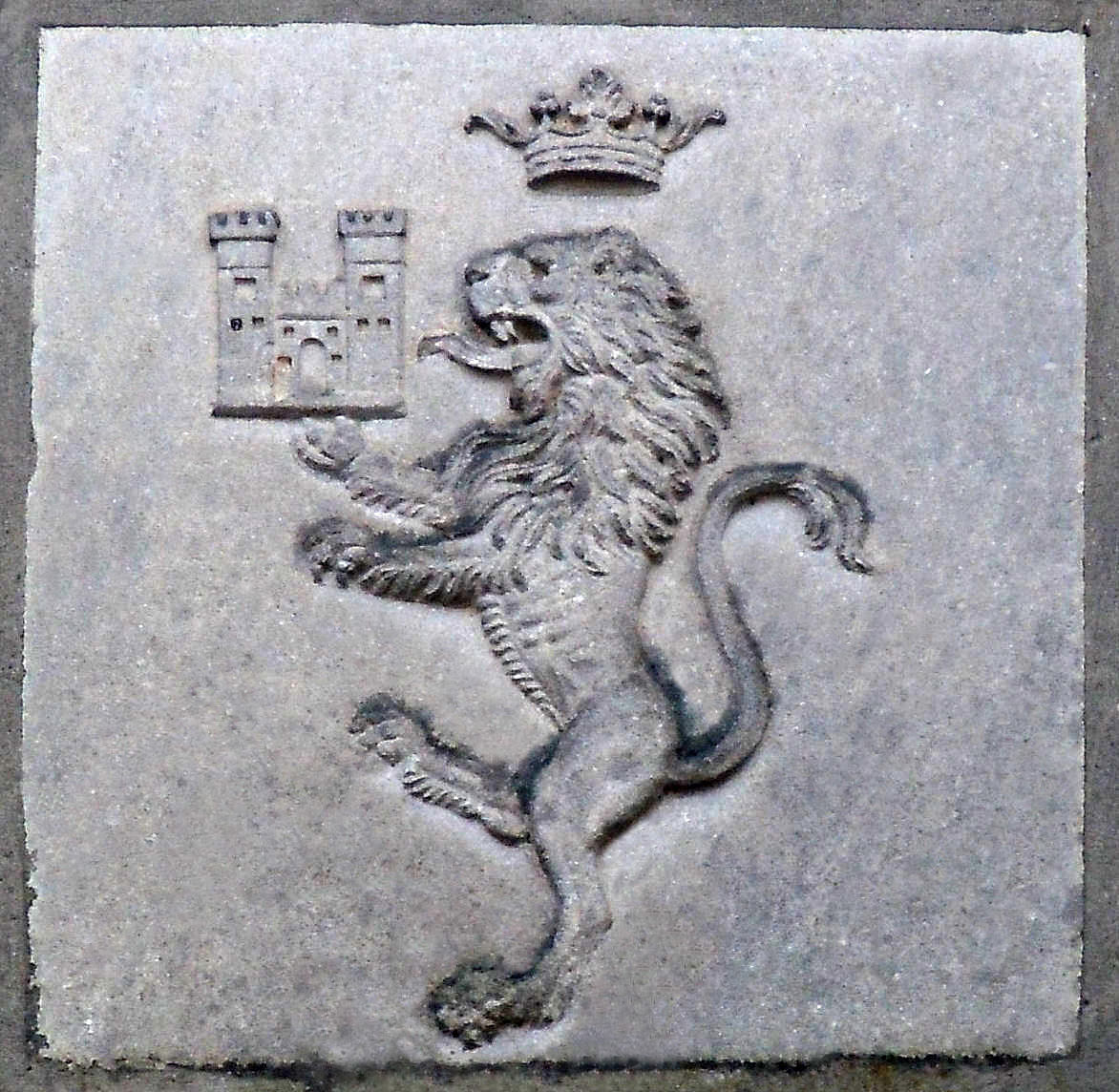
Stemma dei Castiglioni sulla porta di accesso alla corte.

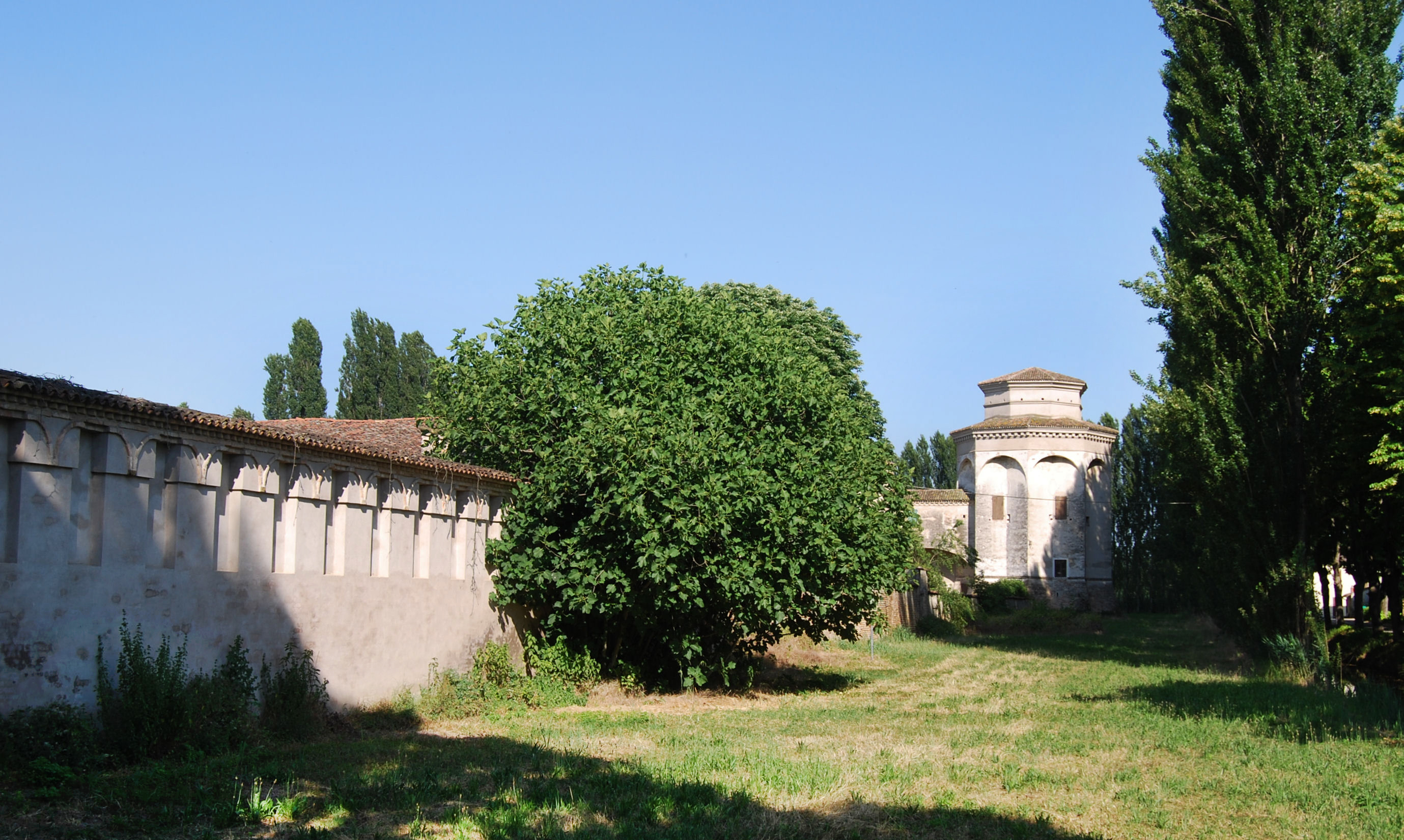
Corte Castiglioni con la torre stellata

Raffaello, Ritratto di Baldassarre Castiglione, 1514-1515.

Costruita nel XV secolo dal nobile condottiero Baldassarre Castiglione e rimaneggiata nel Cinquecento e Settecento è costituita da una serie di cortili che portano al palazzo signorile, affiancato da una torre a stella alla quale pare abbia messo mano Giulio Romano.
Esternamente si presenta cinta da un fossato e da un ingresso a finte merlature fancelliane recanti lo stemma dei Castiglioni. Il complesso monumentale si presenta costituito da due corpi: uno minore quattrocentesco, su cui intorno agli anni settanta del Quattrocento intervenne con tutta probabilità Luca Fancelli, e uno maggiore e composito su cui nel 1546 per iniziativa del conte Camillo fu operata una ristrutturazione, secondo un disegno di Giulio Romano già conservato dalla famiglia. Un'ulteriore ed importante ristrutturazione fu operata a metà Settecento.
Nella corte il 6 dicembre 1478 nacque il letterato Baldassarre Castiglione da Cristoforo Castiglione, "squadrario" (titolo militare di comando) dei Signori di Mantova (Gonzaga) e Alojsia Gonzaga, ivi rifugiatasi per sfuggire alla peste scatenatasi in città. È scoperta recente la stanza natale di Baldassarre situata nell'ala minore del palazzo al piano superiore. Nel 1576 nel palazzo dipinsero alcuni epigoni di Giulio Romano (lavori tuttora in gran parte visibili): Giulio Rubone nell'antica loggia e Giangiacomo da Mantova nella torre a pianta stellare costruita dal conte Camillo nel 1546.
Una più attendibile attribuzione della decorazione della torre stellata viene data dal professore Cavazzoli nel capitolo, dedicato a Giulio Rubone, curato da Renato Berzaghi che a pag. 173 riporta: "...è di recente attribuzione a Rubone la decorazione-in parte scialbata-della stufa nella torre di Corte Castiglioni a Casatico, con figure di dèi e di venti tratte dal Gabinetto dei Cesari di Giulio Romano nel Palazzo Ducale di Mantova...".
Peccato che l'affermazione ventilata la prima volta come ipotesi da F.M. Cavazzoli, in "Gli affreschi della torre di Palazzo Castiglione in Casatico" in Civiltà Mantovana, n.103,1996, pp.12- 19, pur puntuale nei riferimenti iconografici ad alcune figure giuliesche dipinte nel Gabinetto dei Cesari nel Palazzo Ducale di Mantova, non trovi riscontri documentali circa l'esecutore dei dipinti, anzi contrasti con quanto asserisce il Coddè, autore solitamente ben informato che, attingendo certo la notizia dall'allora ancora integro archivio della famiglia Castiglioni, indica in tale Giangiacomo da Mantova l'artefice della decorazione in questione (P.Coddè, “Memorie biografiche poste in forma di Dizionario dei Pittori, Scultori, Architetti ed Incisori mantovani per la più la più parte finora sconosciuti”, Mantova, 1838 pag. 70). A Giulio Rubone si deve invece inequivocabilmente la dipintura della “gran sala di Casatico”, un tempo ampio ambiente di rappresentanza, come puntualmente indicato dallo stesso Coddè e certificato ultimamente dal rinvenimento della firma del pittore sulle pareti dell'ambiente medesimo  (C. Chizzoni, "Restauri a Corte Castiglioni, Primi interventi: la stanza natale di Baldassarre Castiglioni", Mantova 2012, pp. 28–34).